# Grobnica plesača
Grobnica plesača ili Grobnica plesačica (talijanski: Tomba delle Danzatrici) je Peucetska grobnica u Ruvo di Puglia, u Italiji. Otkrivena je u nekropoli Corso Cotugno u studenom 1833. Datum njene izgradnje nije siguran, a predloženi su datumi se kreću od kraja petog stoljeća prije Krista do sredine četvrtog stoljeća prije Krista . U svakom slučaju, freske grobnice najstariji su primjer figurativnog slikarstva u Apuliji, zajedno s drugom grobnicom u Gravini di Puglia. Peuceti su praksu slikanja grobnica posudili od Etruraca, koji su imali važan utjecaj na njihovu kulturu. Grobnica je dobila ime po plesačicama koje se pojavljuju na freskama u grobnici. Paneli s freskama sada su izloženi u napuljskom Nacionalnom arheološkom muzeju, inv. 9353.

## Opis
Grobnica ima polukomorni dizajn. Na njegovih šest oslikanih ploča prikazano je trideset ili više plesačica koje se kreću slijeva udesno s rukama u rukama kao da plešu u krugu oko unutrašnjosti grobnice. Odjeveni su u hitone i ogrtače, a na glavi imaju velove jarkih boja. U grupi su tri muškarca koja se razlikuju po bijeloj odjeći. Jedan od njih drži liru.
Kosturni ostaci pokojnika u grobnici očito su pripadali uglednom muškom ratniku. Bio je odjeven u kacigu, štitnike za noge i štit. Pokraj njegove desne ruke bila su koplja i bodeži. Grobna dobra bila su različite vrste keramičke keramike. Sastojali su se od kratera, amfora, kantharoa i nekih uljanica. Bili su raspoređeni na zemlji i obješeni o donje dijelove zidova. Keramika je imala simbolično i pogrebno značenje.